# Silvestro e i coccodrilli
Silvestro e i coccodrilli (Tweet Zoo) è un film del 1957 diretto da Friz Freleng. È un cortometraggio d'animazione della serie Merrie Melodies, uscito negli Stati Uniti il 12 gennaio 1957. I protagonisti del cartone animato sono gatto Silvestro e Titti. È stato distribuito anche coi titoli Lo zoo di Titti e, dal 1997, Titti allo zoo.

## Trama
Un guardiano mostra ai visitatori i vari animali dello zoo. Arrivati alla gabbia di Titti, Silvestro aspetta che il gruppo se ne vada, vendendo però visto dal canarino, che scappa e vola su un ramo dell'albero sopra alla fossa dell'orso. Silvestro tenta di catturare Titti con un retino, colpendo però più volte l'orso che arrabbiato lo attacca. Titti decide di andare via siccome Silvestro sembra andarsene. In realtà il gatto si è nascosto in un carretto ma, quando il canarino passa, arriva lo stesso guardiano di prima che porta con quel carro un pasto alle tigri, lanciando involontariamente anche Silvestro. Titti intanto cerca di dare un'arachide all'elefante, ma viene raggiunto da Silvestro e, per sfuggirgli, si nasconde in un buco nel terreno della gabbia dell'elefante. Il pachiderma copre il buco con una zampa e, per farlo spostare, il gatto gli piazza davanti un topolino a molla. L'elefante si spaventa e salta su Silvestro che, con una clava, si libera e si allontana scontento. Silvestro quindi rincorre di nuovo Titti fino al lago degli alligatori, dove rischia venir sbranato; il canarino si rifugia sull'albero in mezzo al laghetto. Un leone ruggisce e il gatto, arrabbiato, gli dà una bastonata in testa. Silvestro, con una barca, va nel lago, ma scopre di avere con lui il leone. Il gatto scappa lasciando il leone nelle grinfie degli alligatori, il quale poi si vendica facendo la stessa cosa con Silvestro, tirandogli poi un calcio e facendolo cadere nella fossa dell'orso di prima. Titti è ancora sull'albero in mezzo al lago degli alligatori e Silvestro non si è ancora arreso: prova a lanciarsi con un bastone, tuttavia scivola su una buccia di banana lanciata dal canarino e per poco non viene nuovamente divorato dai rettili. Subito dopo Silvestro decide di non mangiare più uccelli e se ne pente quando cinque volatili gli si posano addosso.

## Distribuzione

### Edizione italiana
Il corto fu doppiato nel 1965 per la trasmissione televisiva. Venne poi distribuito nei cinema italiani nel programma Silvestro gatto maldestro, in inglese sottotitolato e quindi doppiato nel 1973 dalla Sinc Cinematografica in occasione di una riedizione del programma. Nei titoli di testa fu aggiunta una voce fuori campo che, oltre a enunciare il titolo italiano, fornisce una breve sinossi del corto. Un terzo doppiaggio è stato realizzato nel 1997 dalla Angriservices Edizioni per l'inclusione nella VHS Le stelle di Space Jam: Silvestro e Titti. Questa edizione presenta dialoghi più fedeli agli originali rispetto a quelle precedenti; tuttavia nella seconda e terza edizione il termine skunk è stato tradotto in puzzola, mentre nella prima più correttamente in moffetta.

### Edizioni home video

#### VHS
- Silvestro gatto maldestro, 2ª parte (1985)[3]
- Silvestro:2
- Le stelle di Space Jam: Silvestro e Titti (marzo 1997)